# Dimos Andritsaina-Krestena
Dimos Andritsaina-Krestena (Andritsaina-Krestena) är en kommun i Grekland.   Den ligger i prefekturen Nomós Ileías och regionen Västra Grekland, i den södra delen av landet, 180 km väster om huvudstaden Aten. Antalet invånare är 21 139.